# Ortoepi
Ortoepi (av grekiska ορθοέπεια orthoepeia, av ορθός orthos ’rak’, ’riktig’, och έπος epos ’ord’) är läran om det rätta uttalet i ett språk. Ortoepin är således preskriptiv (normativ), till skillnad mot en fonetisk framställning som vanligen är deskriptiv.

## Källhänvisningar
1. ↑   ortoepi i Nationalencyklopedins nätupplaga. Läst 28 januari 2015.